# SS Elbe
El SS Elbe fue un transatlántico construido en los astilleros Govan de John Elder & Company Ltd., Glasgow, en 1881 para la Norddeutscher Lloyd de Bremen. Se fue a pique la noche del 30 de enero de 1895 tras una colisión en el Mar del Norte contra el buque de vapor Crathie, en la que perdieron la vida 334 personas.

## Hundimiento
La noche del 30 de enero de 1895 fue tormentosa. En el Mar del Norte, las condiciones eran gélidas y había mares enormes. El SS Elbe había partido de Bremerhaven con destino a Nueva York ese mismo día con 354 pasajeros a bordo. En esta dura noche también se encontraba en el mar el vapor Crathie, que navegaba desde Aberdeen, en Escocia, rumbo a Rotterdam. A medida que las condiciones empeoraban, el Elbe disparó cohetes de advertencia para alertar a otros barcos de su presencia. El Crathie no vio los cohetes de advertencia o decidió ignorarlos. No alteró su rumbo, con consecuencias tan desastrosas, que chocó contra el transatlántico por su banda de babor con tal fuerza que compartimentos enteros del Elbe se inundaron inmediatamente. La colisión se produjo a las 5.30 horas y la mayoría de los pasajeros aún dormían.
El Elbe empezó a hundirse inmediatamente y el capitán, von Goessel, dio la orden de abandonar el barco. En medio de grandes escenas de pánico, la tripulación logró arriar dos de los botes salvavidas del Elbe. Uno de los botes salvavidas volcó cuando demasiados pasajeros intentaron en vano meterse en el barco. En el segundo bote salvavidas subieron veinte personas, de las cuales 15 eran miembros de la tripulación. Los demás eran cuatro pasajeros varones de segunda clase y una joven doncella llamada Anna Boecker, que tuvo la suerte de ser rescatada del mar embravecido después de que el primer barco zozobrara. Mientras tanto, al otro lado del Elbe, el capitán von Goessel había ordenado que todas las mujeres y niños se reunieran allí, pero no se botaron otros botes salvavidas porque las cuerdas de las torres de perforación estaban todas congeladas, por lo que perecieron junto con el capitán.
A los 20 minutos de la colisión, el Elbe se había hundido y los únicos supervivientes fueron las 20 personas que se encontraban en el único bote salvavidas que sobrevivió. Esta gente ahora tenía que soportar mares montañosos y temperaturas bajo cero y se encontraban a 50 millas de tierra. Las cosas parecían sombrías; Los cohetes de socorro del Elbe no habían sido vistos por ningún barco que pasara, por lo que nadie sabía de su situación. Después de cinco horas en la tormenta, su suerte cambió. Un barco de pesca de Lowestoft llamado Wildflower los encontró. En condiciones desesperadas, la tripulación del Wildflower luchó por sacar a los 20 supervivientes del bote salvavidas, que había comenzado a resquebrajarse. El capitán, William Wright, dijo más tarde que los supervivientes no habrían aguantado ni una hora más en esas condiciones, y creía que la única razón por la que habían sobrevivido durante cinco horas era la experiencia de los tripulantes del Elbe a bordo del bote salvavidas.

## Investigación

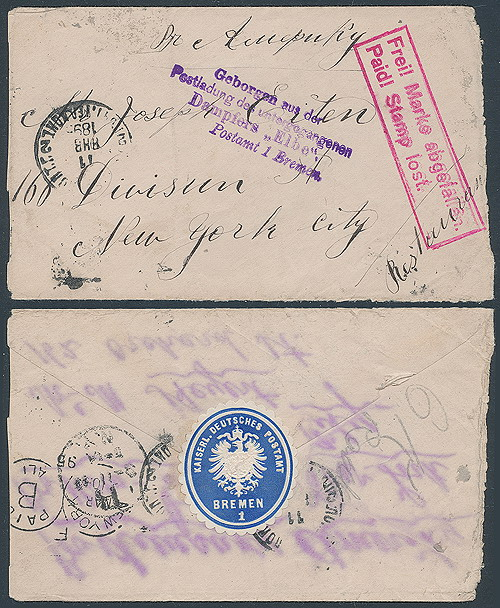
Una carta rescatada del hundido SS Elbe en 1895.

El incidente del SS Elbe dio lugar a un proceso judicial que tuvo lugar en Rotterdam en noviembre de 1895. El tribunal consideró que el vapor Crathie era el único culpable de la colisión. Sorprendentemente, el capitán simplemente fue censurado por abandonar el desastre sin mayores consecuencias, un veredicto que asombró al mundo marítimo de la época. La culpa recayó directamente en el primer oficial, que había abandonado su puesto en el puente en el momento crítico para charlar en la cocina con otros miembros de la tripulación y, por tanto, había fallado en su trabajo de operar las luces de advertencia del barco. El capitán, los oficiales y los marineros del SS Elbe tampoco recibieron ninguna reprimenda por parte del tribunal, lo que causó cierta preocupación entre el público alemán. Cada miembro de la tripulación del barco de pesca Wildflower recibió del káiser Guillermo II un reloj de plata y oro con su monograma y 5 libras esterlinas como gesto de agradecimiento por salvar las vidas de dieciocho ciudadanos alemanes, un austriaco y un inglés. piloto. También recibieron otras medallas y obsequios en los años siguientes.

## Pecio
A principios de 1987, un grupo de buzos aficionados holandeses buscó y localizó el pecio del Elbe en el fondo del mar. Lograron rescatar una pequeña cantidad de cristalería y una cantidad de porcelana y loza del lugar del naufragio, lo que les permitió identificar los restos del naufragio.